# Necydalis solida
Necydalis solida là một loài bọ cánh cứng trong họ Cerambycidae.